# Propedies cerasinus
Propedies cerasinus är en insektsart som beskrevs av Ronderos och Sanchez 1983. Propedies cerasinus ingår i släktet Propedies och familjen gräshoppor. Inga underarter finns listade i Catalogue of Life.